# FK Andijon
Der Futbol Klubi Andijon ist ein usbekischer Fußballverein aus der Stadt Andijon. Der Verein spielt derzeit in der höchsten Spielklasse des Landes, der Uzbekistan Super League. 

## Geschichte
Gegründet wurde der Verein 1964. Seit 1996 nennt sich der Verein FK Andijon. Unter dem Namen Navro'z Andijon  war er „Gründungsmitglied“ der neuen Usbekischen Liga 1992. Bis 2004 befand man sich meist im Mittelfeld der Liga, seither stieg man mehrmals in die Uzbekistan Pro League ab und wieder auf.

## Erfolge
- Usbekischer Pokalsieger: 2024
- Usbekischer Zweitligameister: 2005, 2018, 2022
- Usbekischer Zweitligavizemeister: 2013

## Stadion
Der Verein trägt seine Heimspiel im Stadion Soglom Avlod in Andijon aus. Das Stadion hat ein Fassungsvermögen von 18.360 Personen.

## Trainer
- Edgar Hess (2006–2007)